# Маш
Маш, или Вигна лучистая (лат. Vigna radiata, syn. Phaseolus aureus, Phaseolus radiatus), — однолетнее травянистое растение; вид рода Вигна семейства Бобовые; зернобобовая культура, происходящая из Индии. Семена маленькие, зелёные, овальной формы, активно используются в азиатской кухне в цельном, лущёном и пророщенном виде, а также для получения крахмала, из которого готовят так называемую стеклянную лапшу.
Наряду с урдом и адзуки маш был в середине XX века перенесён из рода Фасоль (Phaseolus) в близкородственный род Вигна (Vigna). В более ранних русскоязычных источниках растение именовалось фасолью золотистой и фасолью азиатской. Другие названия вида, встречающиеся в русскоязычной литературе — бобы мунг (слово «мунг» происходит из языка хинди), люй-дау.
Растение встречается только в культуре.

## Биологическое описание

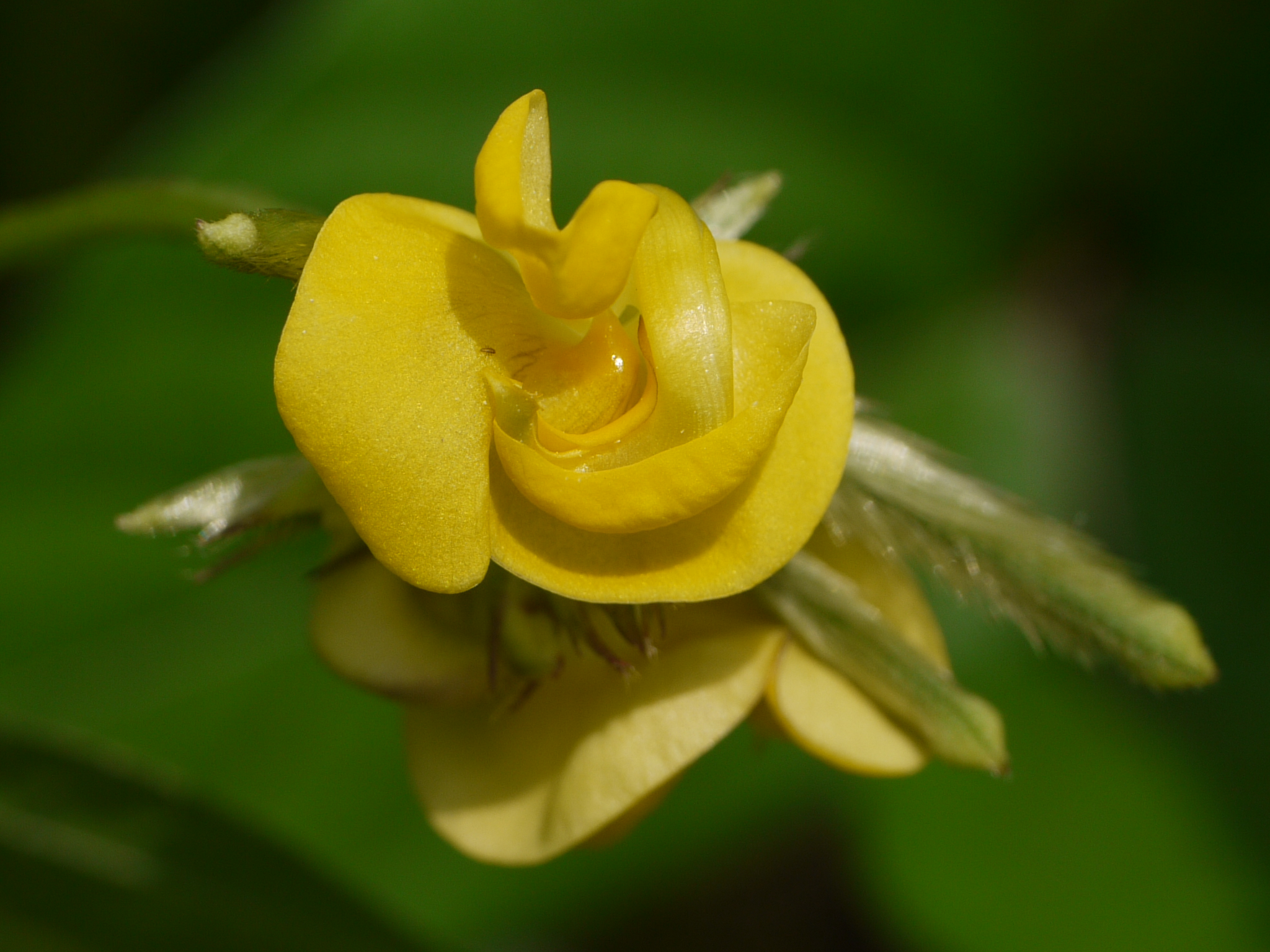
Цветок крупным планом

Маш — однолетнее травянистое растение. Корневая система мощная, состоит из развитого стержневого корня с множеством боковых ответвлений. Стебель прямостоячий, маловетвистый, жестковолосистый, ребристый, высотой от 20 до 150 см (в условиях России культивируются сорта высотой от 30 до 50 см).

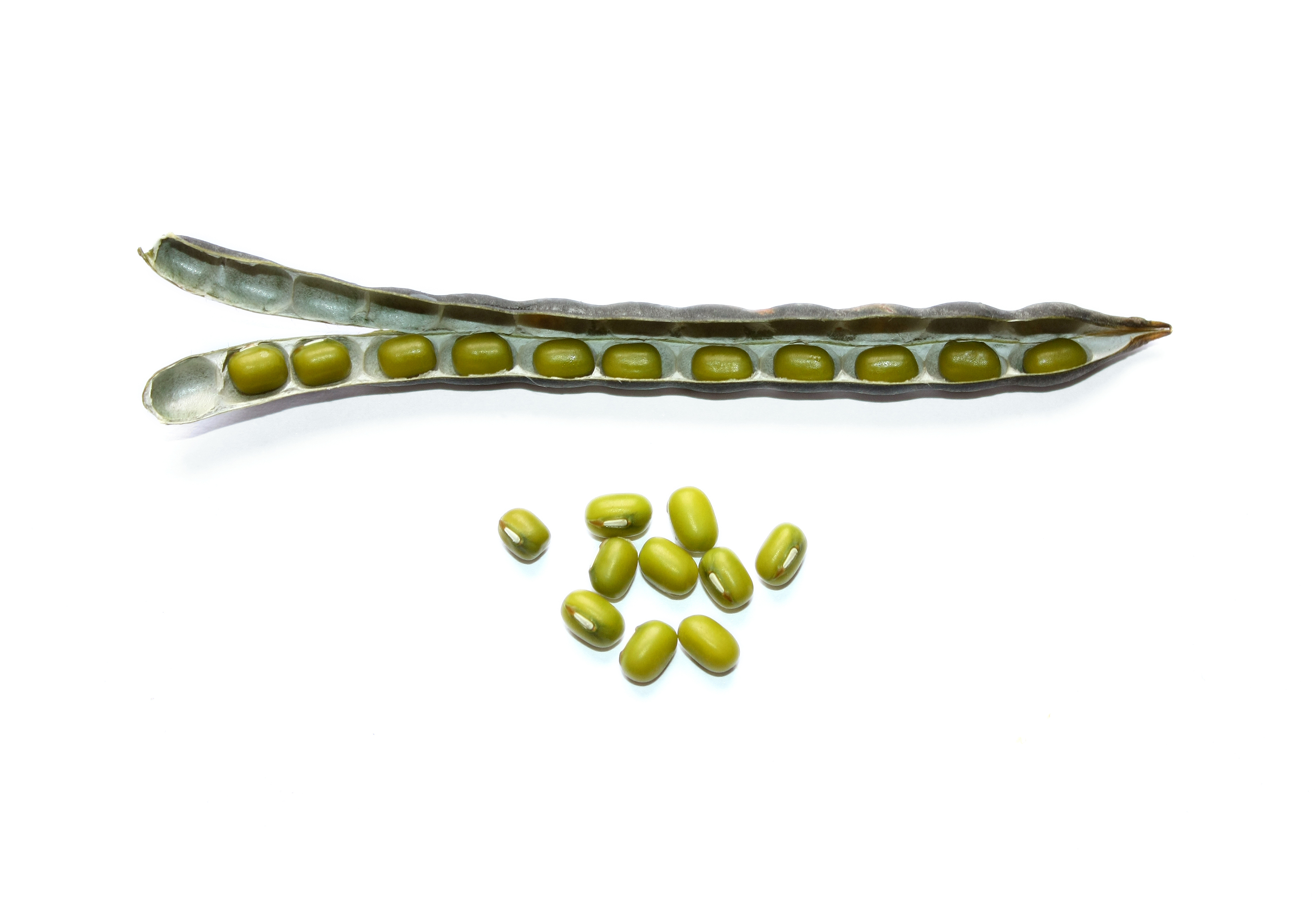
Раскрытый плод и семена

Стебель зелёный, серо-зеленый, иногда с антоциановым оттенком; травянистый, иногда у основания одревесневает.
Листья опушённые, желтовато-зелёной или тёмно-зелёной окраски; первые листья — простые, последующие — тройчатые. Прилистники голые, яйцевидные или широкояйцевидные, от 10 до 18 мм в длину, непарный листок — почти треугольный.
Цветки — на коротких цветоножках, располагаются в пазухах листьев; обоеполые, относительно крупные, собраны в соцветия по 2—12 цветков в каждом. Венчик — из пяти лепестков, мотылькового типа, золотистой, жёлтой или жёлто-зелёной окраски.
Плод — многосемянной узкий (тонкий) цилиндрический боб с прижатым опушением, без клювика на конце, длиной от 5 до 18 см, с 6—15 семенами. Окраска плода — бурая (светло-коричневая) или чёрная. Семена — длиной до 7 мм, гладкие, с глянцевым блеском оболочки, бочковидной формы, бугорчатые, матовые, блестящие. Цвет семян обычно тёмно-зелёный, оливковый или жёлтый, реже встречаются сорта с коричневой, чёрной или тёмно-зелёной с чёрными крапинками окраской. Масса 1000 семян составляет от 15 до 80 граммов.
Цветение начинается с нижних ветвей. Цветёт маш в июле-августе, семена созревают в августе-сентябре (вегетационный период составляет 80—100 суток; у позднеспелых сортов период созревания затягивается до октября).
Число хромосом: 2n = 22.

## Агротехника
Посевы маша обычно собирают, когда бобы начинают темнеть. Обычно их собирают вручную с интервалом в неделю. В более новых сортах, у которых растения созревают равномерно, все растения собирают и сушат на солнце перед обмолотом. После высыхания бобов семена удаляют путем взбивания или вытаптывания

## Использование в кулинарии

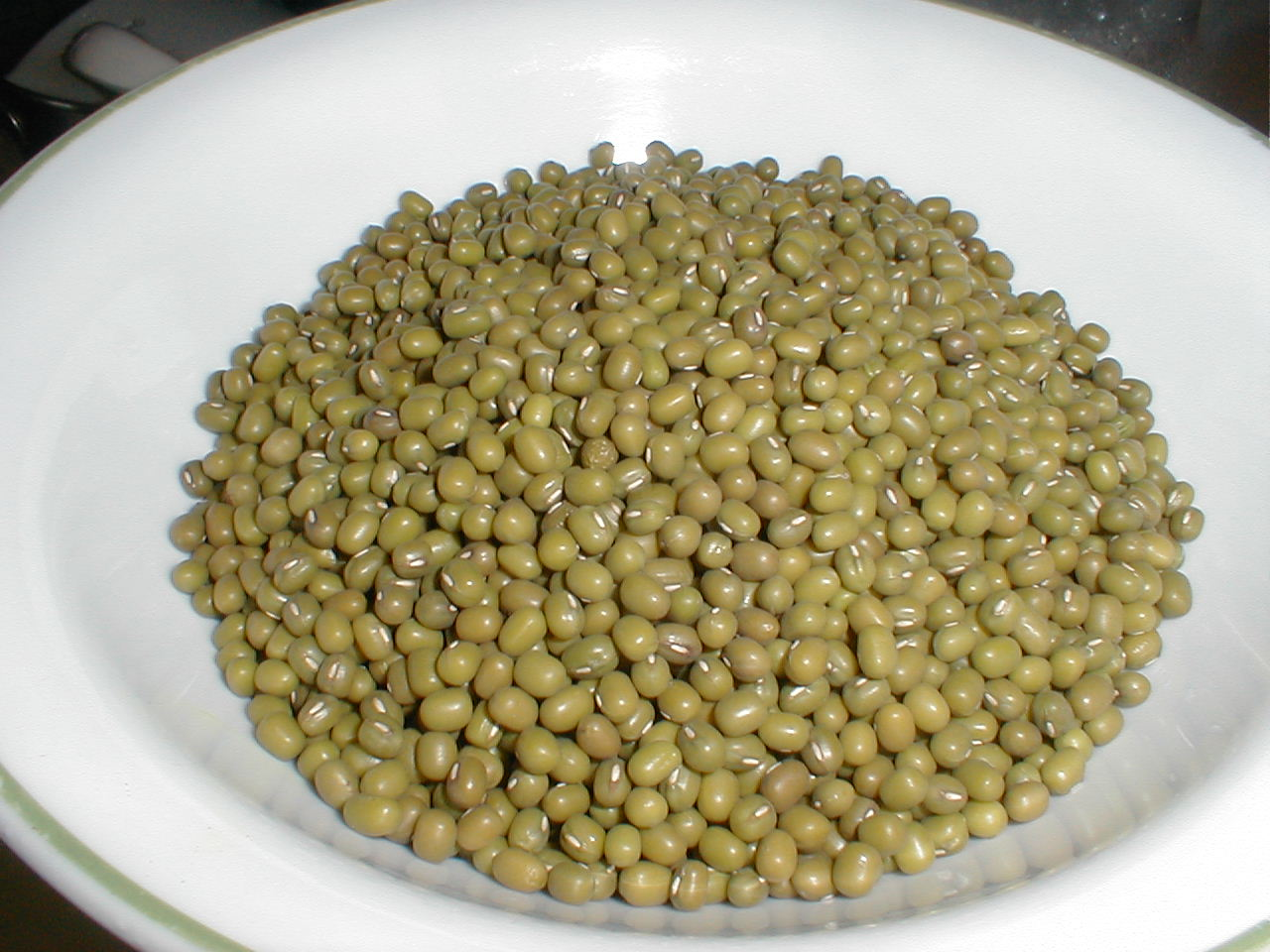
Семена маша

Маш активно используется в китайской кухне, в которой носит название lǜ dòu (绿豆, дословно: зелёный боб), но также в кухнях Туркменистана, Таджикистана, Узбекистана, Японии, Кореи, Индии и Юго-Восточной Азии. Маш обычно едят целиком, лущёным или пророщенным. Крахмал из маша используется для желирования и производства специального вида китайской лапши.
В узбекской и таджикской кухне известно блюдо под названием маш-кичири, или маш-шавля, являющее собой кашу из смеси риса и нелущёного маша с использованием растительного масла, в это блюдо по желанию добавляют также мясо (говядину, баранину), незрелые абрикосы (урюк) по сезону, а также курдюк (узб. думба). Таджики и узбеки также готовят из маша густой суп «маш-хурда».

### Лущёный маш
Лущёный маш (после удаления зелёной оболочки) имеет светло-зелёный цвет и известен в индийской кухне как дал, или дхал. Из дала, в частности, готовят традиционное индийское блюдо, носящее то же название дхал, производят пасту (часто используемую в качестве начинки), десерты, а также главное блюдо аюрведической кулинарии — кичари.

### Ростки

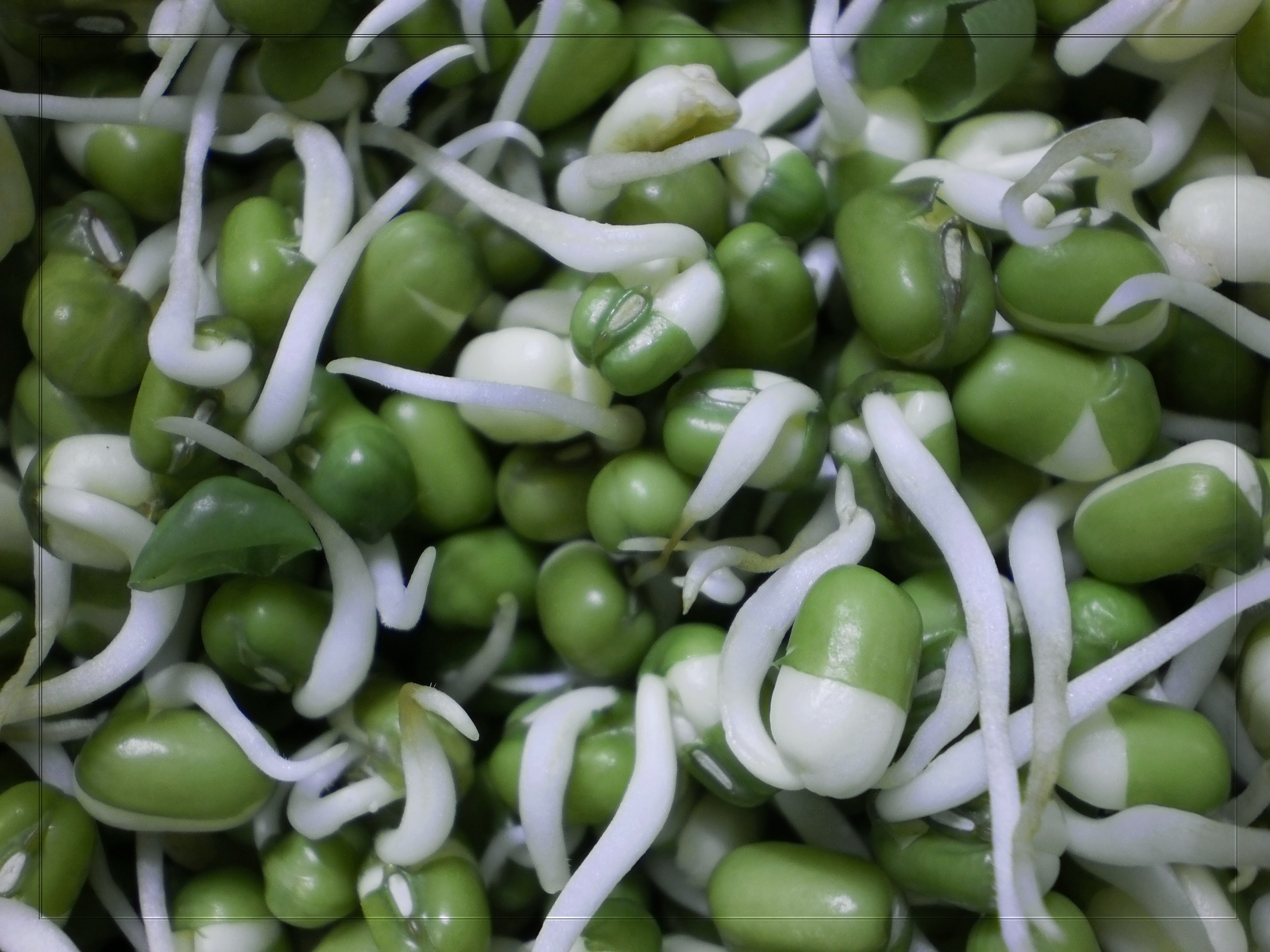
Пророщенный маш

Ростки маша — типичный компонент азиатской кухни. Маш легко прорастает в течение суток (в соответствующих условиях). Перед проращиванием маш рекомендуется тщательно промывать: тёплая, влажная среда проращивания создаёт идеальные условия для размножения болезнетворных бактерий.

### Фунчоза
Из крахмала маша в китайском мире готовят лапшу под названием «фэньсы», или «фунчоза». Такая лапша имеет в разрезе круглое сечение; диаметр разнится. Продаётся в сушеном виде, причём в России и на Украине — зачастую под видом рисовой лапши или вермишели. Используется в супах, салатах, жаренных во фритюре блюдах. Своё название «стеклянная лапша» получила из-за полупрозрачного вида, который приобретает после варки.